# Rugby Championship M20 2024
El Rugby Championship M20 2024 fue la primera edición de competición de rugby de selecciones de varones menores de 20 años, organizado por SANZAAR.
El primer torneo se disputó en 2024 por los mismos participantes del Rugby Championship en su formato senior.

## Participantes
- Argentina (Pumitas)
- Australia (Junior Wallabies)
- Nueva Zelanda (Baby Blacks)
- Sudáfrica (Baby Boks)

## Tabla de posiciones
| Pos. | Equipo        | Encuentros | Encuentros | Encuentros | Encuentros | Tantos | Tantos | Tantos | Bonus | Bonus | Puntos |
| Pos. | Equipo        | PJ         | PG         | PE         | PP         | F      | C      | Dif    | BO    | BD    | Puntos |
| ---- | ------------- | ---------- | ---------- | ---------- | ---------- | ------ | ------ | ------ | ----- | ----- | ------ |
| 1    | Nueva Zelanda | 3          | 2          | 1          | 0          | 92     | 58     | +34    | 1     | 0     | 11     |
| 2    | Sudáfrica     | 3          | 1          | 1          | 1          | 62     | 65     | −3     | 0     | 1     | 7      |
| 3    | Argentina     | 3          | 1          | 0          | 2          | 73     | 79     | −6     | 1     | 1     | 6      |
| 4    | Australia     | 3          | 1          | 0          | 2          | 55     | 80     | −25    | 0     | 0     | 4      |

## Resultados

### Primera fecha
| 2 de mayo | Nueva Zelanda | 13 - 13 | Sudáfrica | Sunshine Coast Stadium, Sunshine Coast |  |

| 2 de mayo | Australia | 6 - 25 | Argentina | Sunshine Coast Stadium, Sunshine Coast |  |

### Segunda fecha
| 7 de mayo | Nueva Zelanda | 43 - 20 | Argentina | Sunshine Coast Stadium, Sunshine Coast |  |

| 7 de mayo | Australia | 24 - 19 | Sudáfrica | Sunshine Coast Stadium, Sunshine Coast |  |

### Tercera fecha
| 12 de mayo | Sudáfrica | 30 - 28 | Argentina | Sunshine Coast Stadium, Sunshine Coast |  |

| 12 de mayo | Australia | 25 - 36 | Nueva Zelanda | Sunshine Coast Stadium, Sunshine Coast |  |

| Bandera de Nueva Zelanda |
| Campeón Nueva Zelanda    |
| Primer título            |